# Leonard Maltin
Leonard Maltin (Nueva York, 18 de diciembre de 1950) es un escenógrafo, productor, actor y crítico estadounidense. 

## Biografía
Estudió periodismo en la Universidad de Nueva York. Comenzó a escribir con quince años en la revista Film Fan Monthly. En los años 80 colaboró en el programa televisivo Entertainment Tonight. Presidente de la Asociación de Críticos Cinematográficos de Los Ángeles en los años 1990. Actualmente da clases de cine y televisión en la Universidad del Sur de California.
A partir de 1969 publica una Enciclopedia del cine de gran prestigio, que se actualiza regularmente.